# 亨利·拉森
亨利·拉森（丹麥語：Henry Larsen，1916年7月21日—2002年9月26日），丹麦前男子赛艇运动员。他曾代表丹麦参加1948年夏季奥林匹克运动会赛艇比赛，获得男子四人单桨有舵手铜牌。